# Pterochilus major
Pterochilus major är en stekelart som beskrevs av Henri Saussure. Pterochilus major ingår i släktet Pterochilus och familjen Eumenidae. Inga underarter finns listade i Catalogue of Life.